# Geranium (restaurante)
Geranium é um restaurante gourmet dinamarquês, situado em Parken, no centro de Copenhaga. O chef principal é o chef dinamarquês Rasmus Kofoed, que ganhou o Bocuse d'Or em 2011. Foi o primeiro restaurante dinamarquês com três estrelas de acordo com o Guia Michelin ao lado do Noma que recebeu suas três estrelas em 2021. Em 2022, foi eleito o melhor restaurante do mundo pela lista Os 50 Melhores Restaurantes do Mundo. 

## História
O Restaurante Geranium foi inaugurado na primavera de 2007 em Kongens Have em Copenhague por Rasmus Kofoed e Søren Ledet. Embora o restaurante tenha recebido uma estrela Michelin em 2008, foi forçado a fechar em 2009, mas reabriu em Parken, Østerbro, em 2010. 

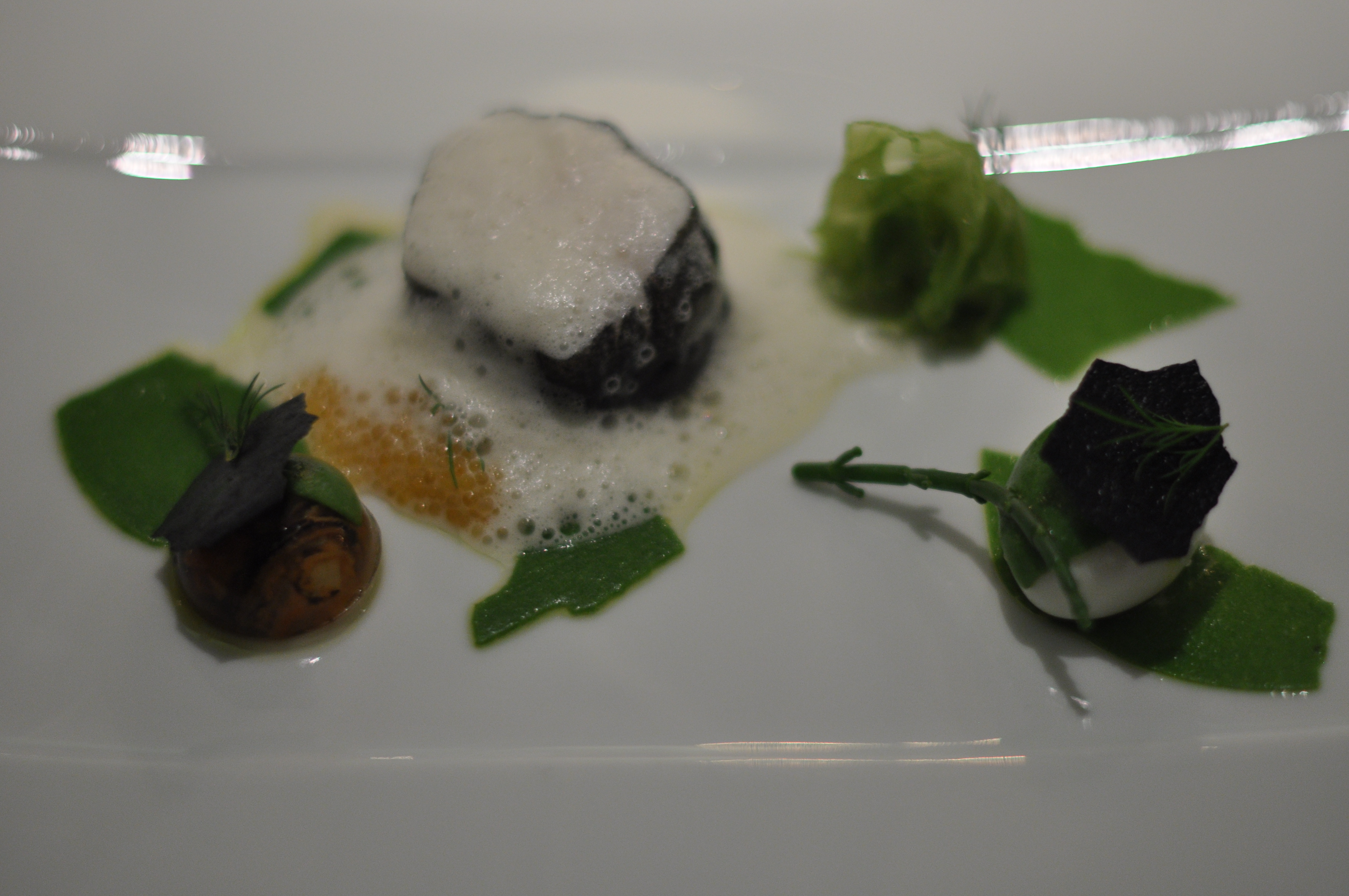
Pescador com codorniz comum, salicórnia, alga e geleia de mexilhão azul.

Em março de 2013 o restaurante recebeu duas estrelas Michelin.  Em abril do mesmo ano foi nomeado o 45º melhor restaurante do mundo pela lista da San Pellegrino, The World's 50 best restaurants in 2013, o que representou uma melhoria de quatro posições, saindo da 49ª posição.  O restaurante manteve as duas estrelas Michelin para 2014.  Em 24 de fevereiro de 2016, o Geranium foi o primeiro restaurante dinamarquês a receber três estrelas Michelin. O restaurante norueguês Maaemo também recebeu três estrelas, o que fez destes dois restaurantes os primeiros restaurantes nórdicos a ter três estrelas Michelin.   Em 2022, o Geranium foi nomeado o melhor restaurante do mundo pela lista da San Pellegrino.